# Cosmosoma anoxanthia
Cosmosoma anoxanthia là một loài bướm đêm thuộc phân họ Arctiinae, họ Erebidae.